# Naftolftaleína
La naftolftaleína o α-naftolftaleína (C28H18O4) es un colorante derivado de la ftaleína que se utiliza como indicador de pH con una transición visual de incoloro/rojizo a azul verdoso a un pH de 7,3 a 8,7. A temperatura ambiente se presenta como un sólido de color marrón y olor característico. Su síntesis fue descrita en 1918 por Emil Alphonse Werner.Como indicador de pH se utiliza, junto con otros indicadores ácido-base,  en la preparación del indicador universal, capaz de determinar semicuantitativamente el pH de las disoluciones acuosas en un importante intervalo.  Esta característica del cambio de color con el pH del medio también se utiliza para la construcción de sensores ópticos de dióxido de carbono.Además, la α-naftolftaleína se utiliza en la preparación de compuestos de resina epoxi, preparación de tableros laminados, placas de circuito impreso y productos curados con alta resistencia al calor y retardo de llama.